# Municipio de Freedom (condado de Phillips)
El municipio de Freedom (en inglés: Freedom Township) es un municipio ubicado en el condado de Phillips en el estado estadounidense de Kansas. En el año 2010 tenía una población de 90 habitantes y una densidad poblacional de 0,97 personas por km².

## Geografía
El municipio de Freedom se encuentra ubicado en las coordenadas 39°52′19″N 99°20′30″O / 39.87194, -99.34167. Según la Oficina del Censo de los Estados Unidos, el municipio tiene una superficie total de 92.43 km², de la cual 92,34 km² corresponden a tierra firme y (0,1 %) 0,09 km² es agua.

## Demografía
Según el censo de 2010, había 90 personas residiendo en el municipio de Freedom. La densidad de población era de 0,97 hab./km². De los 90 habitantes, el municipio de Freedom estaba compuesto por el 100 % blancos. Del total de la población el 0 % eran hispanos o latinos de cualquier raza.